# 斡羅陳
斡羅陳（？—1277年），元朝驸马。弘吉剌氏。特薛禅曾孙，按陈之孙，纳陈之子。
中统二年（1261年），斡罗陈和父亲纳陈、兄弟哈海、脱欢一起跟随忽必烈北伐阿里不哥。纳陈死后，斡罗陈袭万户，尚魯國長公主完泽公主。完泽公主薨，再尚囊加真公主。至元十四年（1277年）斡羅陳薨逝（被弟弟只儿瓦台杀害），葬在拓剌里。无子，其女失怜答里。大德三年（1299年）十月，被元成宗立为皇后，即贞慈静懿皇后，生皇子德寿。